# Puerto de Ciudad del Cabo
El Puerto de Ciudad del Cabo (en afrikáans: Kaapstad-hawe; en inglés: Port of Cape Town) es un puerto de Ciudad del Cabo, Sudáfrica. Está situado en Table Bay. Debido a su posición a lo largo de una de las rutas comerciales más transitadas del mundo, es uno de los puertos más activos en Sudáfrica, manejando la mayor cantidad de fruta fresca a nivel nacional y estando en segundo lugar solamente tras Durban como un puerto de contenedores. El puerto también cuenta con instalaciones de reparación y mantenimiento importantes que son utilizadas por varias grandes flotas pesqueras y partes de la industria petrolera de África Occidental. Debido a las muchas atracciones turísticas que ofrece Ciudad del Cabo y sus alrededores, muchos barcos de cruceros también atracan en el puerto.